# Ardoise
Pour les articles homonymes, voir Ardoise (homonymie).
L’ardoise, appelée parfois phyllade, est une roche métamorphique issue d'une argile ayant subi un métamorphisme général faible. Elle appartient à la famille des schistes, à l'intérieur de laquelle elle se distingue par sa résistance, la qualité de son grain (très fin et homogène), son aspect satiné et sa fissilité. Ces propriétés font qu'elle est surtout utilisée comme matériau de couverture.

## Caractéristiques

### Couleur
L'ardoise est d'une couleur couramment gris très foncé, allant du gris neutre au gris bleuté. On dit aussi « gris ardoise » ou « bleu ardoise » :
- ██████  : Gris ardoise.
- ██████  : Bleu ardoise.

Il en existe d'autres couleurs dans le monde : de la bleu-vert voire mordorée et de la violette en Amérique du Sud.
Elle a un aspect lustré ou satiné en raison de la présence de petits micas blancs embryonnaires (variété appelée séricite) issus de la transformation minéralogique des argiles en schistes ardoisiers.

### Schistosité ardoisière
L'ardoise est généralement une ancienne pélite ayant été compactée et très légèrement chauffée lors d'un début de métamorphisme. Dans ce contexte, elle acquiert une schistosité ardoisière qui permet son débit par clivage naturel en feuillets fins. Ces plans de clivage (plans potentiels de rupture facile), serrés et francs, traduisent la petite taille moyenne du grain de la roche (quelques dizaines de microns) où dominent les minéraux phylliteux (argiles, micas) et sont responsables de la fissilité des matériaux ardoisiers.
Selon la nature et la géométrie de la structure plissée dans laquelle est inclus le schiste, le clivage ardoisier peut être une schistosité de flux, une pseudo-foliation ou une foliation.

### Défauts
Le schiste ardoisier « est riche en quartz (silice) et en minéraux argileux (silice et alumine), et doit être pauvre en calcaire et en sulfures de fer (pyrite). En effet, la calcite et la pyrite nuisent à la durabilité de l’ardoise et donc à sa qualité, car ce sont des minéraux aisément altérables. Leur altération peut engendrer des trous et réduire l’étanchéité de la toiture ».

## Gisements ardoisiers en France

### Statut juridique des ardoisières
Le code minier de 1810 a classé les ardoisières dans la famille des carrières souterraines.
Depuis 1946, les ardoisiers sont assimilés au statut du mineur. Le terme pour désigner l'ardoisier mineur est scailton.

### Quelques repères historiques

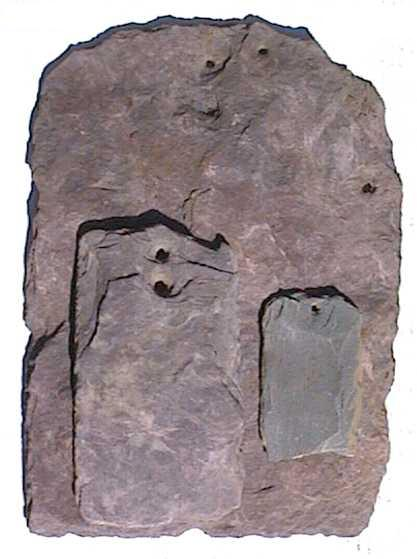
Ardoises anciennes en schiste pourpre provenant de la même toiture (pour la grande).

#### Anjou
Aux XVIIIe et XIXe siècles, les principaux centres de production de l'ardoise se situent en Anjou. Les mines ardoisières se développent à Angers, Avrillé >,  Combrée, La Pouëze, Noyant-la-Gravoyère, Saint-Barthélemy-d'Anjou, Trélazé, et Renazé en Mayenne angevine. On comptait près de 2 000 ouvriers qui faisaient vivre plus de 6 000 personnes. Au fil des siècles, Trélazé s’affirme comme le centre le plus important, pour la quantité comme pour la qualité. Le gisement angevin fournit l’essentiel de la production française. Le maximum est atteint en 1905 avec 175 000 tonnes.

#### Ardennes
Entre le XIIe et le milieu du XXe siècle, le département des Ardennes possédait également d'importantes exploitations (Fumay, Haybes, Rimogne, etc.) qui ont toutes cessé leur activité vers 1971.

#### Autres régions
On trouve aussi des bassins ardoisiers en Corrèze (pans de Travassac), en Bretagne (ardoisières de Maël-Carhaix), dans les Alpes (Morzine) ou dans les Pyrénées.

### Répartition géographique par département
| Département      | Quelques sites                                             |
| ---------------- | ---------------------------------------------------------- |
| Ardennes         | Rimogne, Fumay, Haybes, Deville                            |
| Corrèze          | Allassac, Travassac                                        |
| Côtes-d'Armor    | Maël-Carhaix, Plévin                                       |
| Finistère        | Châteaulin, Saint-Goazec                                   |
| Maine-et-Loire   | Trélazé, Noyant-la-Gravoyère, La Pouëze                    |
| Mayenne          | Renazé                                                     |
| Morbihan         | Gourin                                                     |
| Hautes-Pyrénées  | région de Bagnères de Bigorre, Labassère,région de Lourdes |
| Savoie           | Saint-Julien-Mont-Denis                                    |
| Tarn             | Dourgne, Lacaune (Tarn)                                    |
| Loire-Atlantique | Nozay                                                      |

Le gisement le plus important en France se situait sur le territoire de la ville de Trélazé jouxtant Angers, en Maine-et-Loire. On y produisait entre 15 000 et 20 000 tonnes d'ardoise par an au sein de deux exploitations souterraines. Le 25 novembre 2013, faute de pierre exploitable, la direction des Ardoisières d'Angers annonça la fermeture des ardoisières. La société employait encore 153 salariés. Malgré l'opposition des mineurs et d'une partie de la population locale, et l'étude de différentes options pour une reprise, le plan social est signé le 28 mars 2014.

### Quelques données géochimiques sur l'ardoisière angevine
Composition chimique moyenne de l'ardoise angevine :
- silice 50 %
- alumine 30,1 %
- oxyde de fer 8 %
- magnésie 2,3 %
- potasse 3 %
- soude 1,3 %
- eau 3,3 %
- divers 2 %

L'ardoise angevine s'est formée il y a 460 millions d'années, à l'ordovicien et est issue de la transformation d'argiles océaniques compactées, peu à peu métamorphisées en schiste très pur.

### Extraction et fabrication

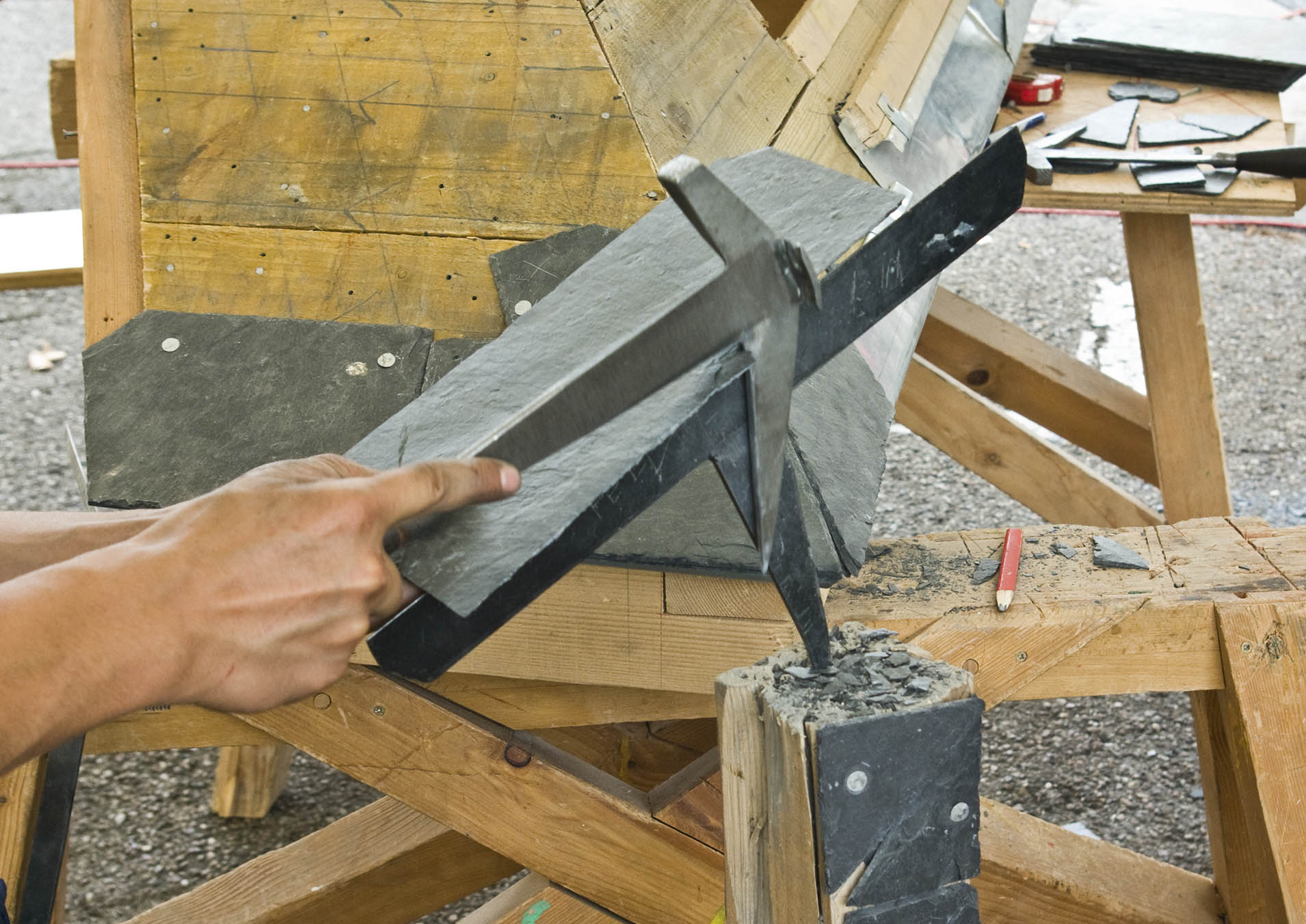
Un couvreur découpant une ardoise avant de la poser.

L'extraction peut s'effectuer à ciel ouvert ou bien de manière souterraine. Certaines régions, Corrèze et Anjou, ont vu les deux techniques coexister. Dans d'autres, comme dans les Ardennes, la Savoie, elle est ou fut exclusivement souterraine. Le principal facteur qui conditionne le mode d'extraction repose sur le pendage de la veine.
Ensuite, les blocs sont découpés en blocs proches des formats d'ardoises à fabriquer, étape au cours de laquelle le fendeur veille à placer le longrain, qui correspond à la direction selon laquelle la roche a été plissée, dans le sens de la longueur de la future ardoise. Ensuite, vient l'étape du fendage qui consiste à diviser le bloc dans son épaisseur, en désolidarisant les feuillets de la roche. La dernière étape, la taille, consiste à donner à l'ardoise sa forme définitive.

## Dans le monde

### En Europe
- Industrie ardoisière au Luxembourg
- Industrie ardoisière au pays de Galles

### En Amérique du Nord
À Saint-Marc-du-Lac-Long, au Québec, se trouve la plus importante ardoisière exploitée en Amérique du Nord, à ciel ouvert, comparable aux exploitations françaises.

## Utilisations
« Utilisée dès le Paléolithique, il y a plus de 12 000 ans, comme élément de pavement des tentes ou comme support pour la réalisation de gravures, l’ardoise est largement employée comme matériau de construction à l’époque gallo-romaine. Après une éclipse au début du Moyen Âge, l’industrie de l’ardoise reprend vigueur avec l’expansion monastique des XIIe et XIIIe siècles. »

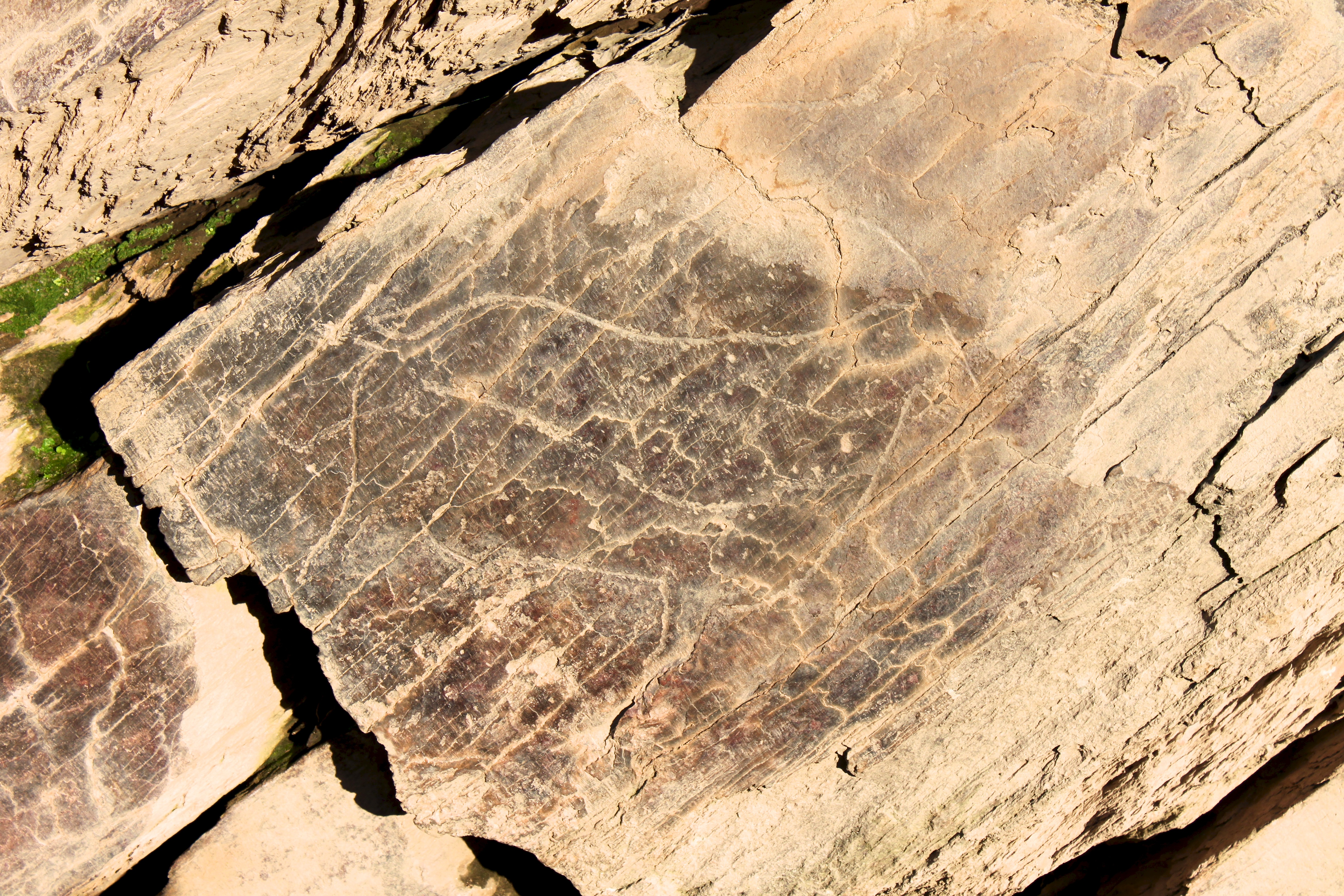
Pétroglyphes gravés sur les rochers schisteux du site d'art rupestre de la vallée de Côa, remontant au Gravettien.
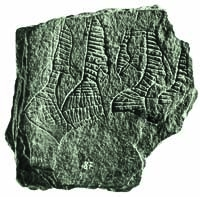
Figurines magdaléniennes gravées sur une plaque d'ardoise (site de Gönnersdorf).

### Couverture de bâtiments

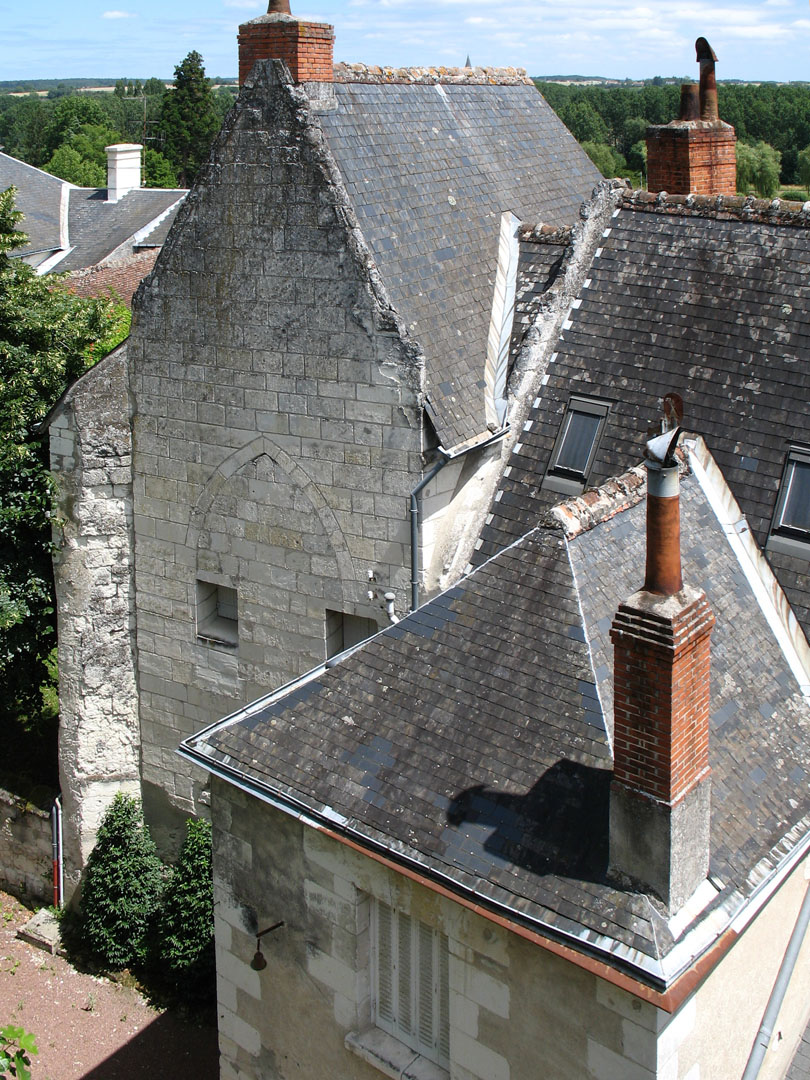
Toits en ardoise, Loches.

L'ardoise constitue le matériau employé pour la couverture des bâtiments (on parle alors d'ardoises).
L'ardoise de couverture peut être droite (rectangulaire) ou en forme d'écaille. Son épaisseur varie de 3 à 9 mm. Entre 20 et 40 mm, il s'agit de lauze, autre schiste plus massif et moins cisaillé. La pose à l'ancienne est la pose au clou. À la fin du XIXe siècle apparaît la pose sur crochet.
Les régions traditionnelles de production sont aussi les régions où ce type de couverture est privilégié : il s'agit par exemple, en France de la Bretagne, du Maine-et-Loire de la Touraine et des Ardennes ainsi qu'en altitude dans les Pyrénées.
La durée de vie d'une ardoise est de 70 à 300 ans. La qualité du gisement, le type d'extraction (machine ou main) et bien sûr l'épaisseur, le type de pose (sur crochet ou cloutée), le pureau, ont une incidence sur cette durée. Il n'y a pratiquement pas d'entretien (démoussage) sur les ardoises. Pour les plus fiables, il faudra changer le support avant l'ardoise (changement de volige ou même de charpente). C'est pour cela qu'il y a un marché d'occasion pour les ardoises, et que les monuments historiques (leurs architectes et artisans spécialisés) préconisent en rénovation des ardoises à longue durée de vie.
Les ardoises de mauvaise qualité sont sujettes à la rouille. Ce défaut provient de la présence de minerai de fer (la forme la plus connue est celle de la pyrite, mais on rencontre également des grenats, de la magnétite) contenu dans certaines veines du gisement ou dispersée. C'est donc après l'extraction que les lots défectueux peuvent être mis de côté systématiquement par un test à l'acide. Le traitement des ardoises sur le toit est possible avec le passage d'un produit chimique (réaction acide-base)
En règle générale, l'ardoise est aujourd'hui moins utilisée, du fait de l'apparition de matériaux de construction synthétiques moins onéreux, dont certains imitant l'apparence de l'ardoise.

### Autres usages extérieurs

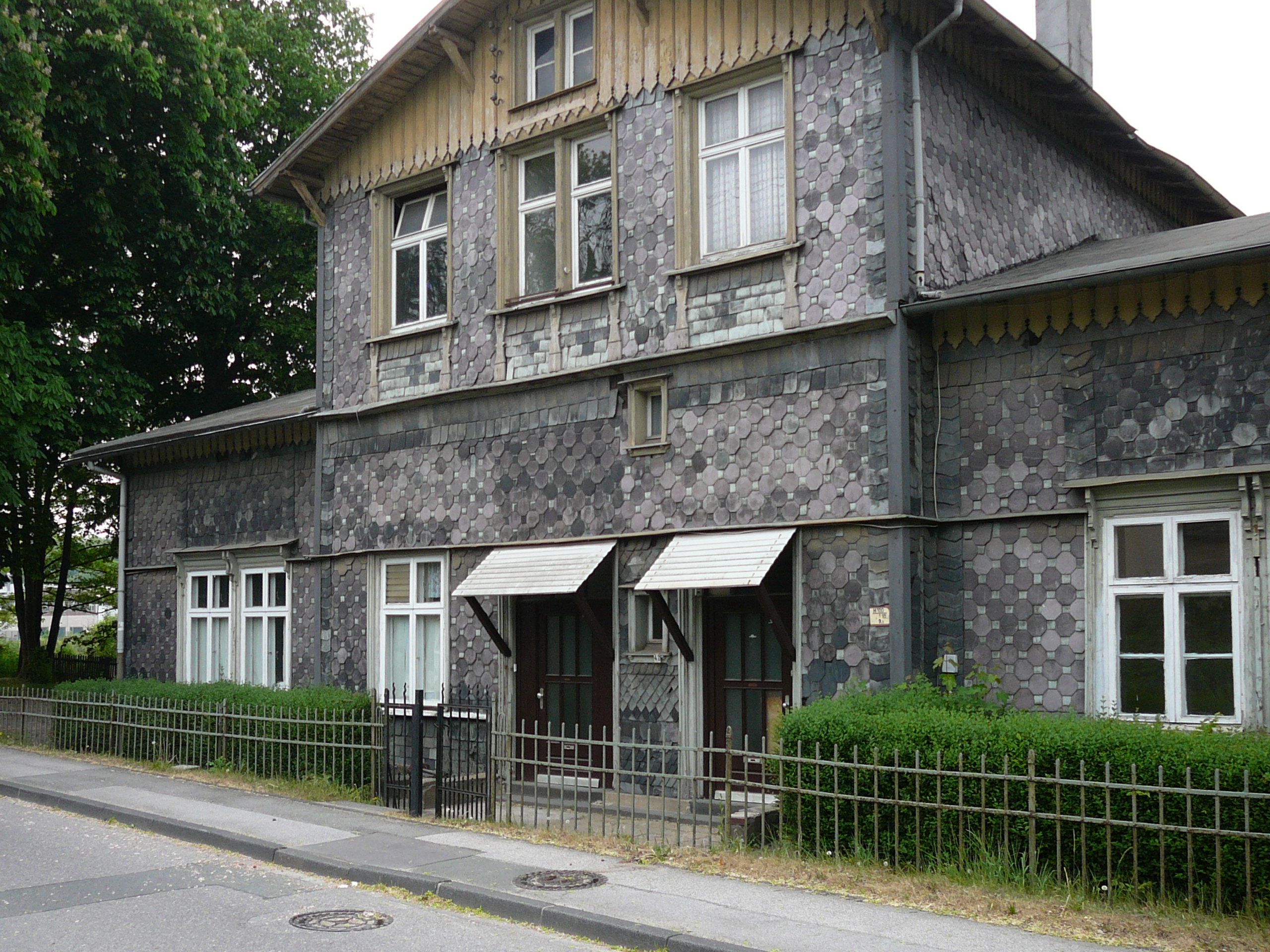
Les ardoises peuvent aussi servir de parement protecteur (ancienne gare à Wuppertal).

Dans le domaine de la construction, l'ardoise ne se contente plus de couvrir les toits mais sert aussi de parement protecteur (bardage) et de dallage.
Elle sert aussi en revêtement extérieur : les pétales d'ardoise sont employées en aménagements paysagers, rocailles et l'ardoise concassée sous forme de paillettes est utilisée en paillis comme couvre sol.
En outre, l'ardoise se sculpte et se grave. Des plaques commémoratives, ou funéraires, des plaques de rues ou décoratives sont réalisées par des artisans.

### Usages intérieurs

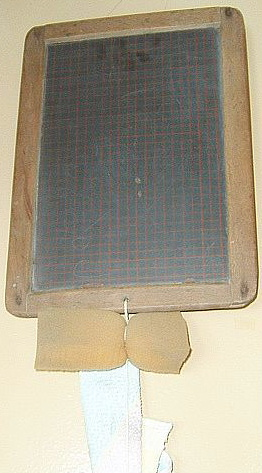
Ardoise à écrire (vers 1950).

Jusque dans la seconde moitié du XXe siècle, l'ardoise a été largement utilisée dans les écoles, sous forme de plaque mince, encadrée de bois, en tant que support d'écriture effaçable. Outre la craie, le crayon d'ardoise, quelquefois appelé « touche », servait à écrire sur ces ardoises à écrire.
L'ardoise s'utilise en aménagement intérieur comme dallage, comme plan de travail (cuisine, salle de bains) ou plateaux rustiques, ainsi que pour des objets décoratifs ou utilitaires tels que les planches apéritives, sous-verres ou plaques murales, souvent personnalisés artisanalement ou par gravure laser.
Dans la fabrication des billards, la table comprend une (ou plusieurs) plaque en ardoise assemblée sur un châssis métallique. Cette ardoise est rectifiée, opération de précision qui ajuste le plan au 20e de millimètre (gage de qualité du billard). Aucun autre matériau n'a pu remplacer à ce jour[Quand ?] l'ardoise pour la qualité du roulement. La densité et l'effet de masse évitent les déformations de la table dans le temps.

## Économie
Selon les enquêtes de l’UNICEM, en 2005, le chiffre d'affaires global des producteurs français est de 41 147 000 euros dont 20 383 000 euros à l'exportation, dans 39 entreprises ou sections d'entreprises.
La dernière grosse exploitation d'ardoise en activité en France ferme en mars 2014.
Toutefois, il existe encore aujourd’hui plusieurs petits producteurs régionaux comme les Ardoisières de Corrèze (19),, Les Ardoises de Plevin (22), les Ardoisières du Neez (65), l’Ardoisière des Pyrénées (65) et l'Ardoisière des 7 Pieds (74).

## Musées
Communes abritant un musée de l’ardoise qui traite également de son exploitation locale :
- Belgique :
  - Au cœur de l'Ardoise à Bertrix[17]
- Canada :
  - Centre de l'interprétation de l'ardoise à Mont-Saint-Hilaire au Québec[18]
  - Centre d'interprétation de l'ardoise à Richmond au Québec [19]
- France :
  - La Mine Bleue à Noyant-la-Gravoyère en Maine-et-Loire[20]
  - Musée de l'ardoise de Fumay (Ardennes)
  - Maison de l'Ardoise de Rimogne, Ardennes
  - Musée de l'ardoise de Renazé dans la Mayenne angevine
  - Musée de l’ardoise de Trélazé dans le département de Maine-et-Loire et la région des Pays de la Loire
  - Souterroscope à Caumont-l'Éventé dans le Calvados en Normandie[21]
  - Les pans de Travassac[22] en Corrèze
- Luxembourg :
  - Musée de l'ardoise à Haut-Martelange

## Divers

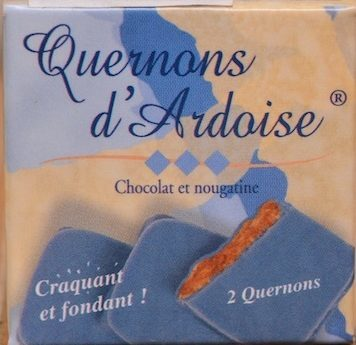
Quernons d'ardoise.

- Dans le calendrier républicain, « Ardoise » était le nom attribué au 13e jour du mois de nivôse[23].
- « Plus que le marbre dur me plaît l'ardoise fine » : extrait du poème publié en 1558 Heureux qui comme Ulysse, de Joachim du Bellay.
- Une gravure sur l'extraction de l'ardoise apparaît dans l'Encyclopédie de Diderot et d'Alembert, au milieu du XVIIIe siècle.
- L'ardoise est l'une des trois principales roches exploitées dans l'État du Vermont, aux États-Unis, les autres étant le marbre et le granite.